# Sardhana
Sardhana è una suddivisione dell'India, classificata come municipal board, di 47.970 abitanti, situata nel distretto di Meerut, nello stato federato dell'Uttar Pradesh. In base al numero di abitanti la città rientra nella classe III (da 20.000 a 49.999 persone).

## Geografia fisica
La città è situata a 29° 8' 60 N e 77° 37' 0 E e ha un'altitudine di 225 m s.l.m..

## Società

### Evoluzione demografica
Al censimento del 2001 la popolazione di Sardhana assommava a 47.970 persone, delle quali 25.159 maschi e 22.811 femmine. I bambini di età inferiore o uguale ai sei anni assommavano a 8.867, dei quali 4.731 maschi e 4.136 femmine. Infine, coloro che erano in grado di saper almeno leggere e scrivere erano 22.896, dei quali 13.807 maschi e 9.089 femmine.